# Jewgienij Bariejew
Jewgienij Ilgizowicz Bariejew, ros. Евгений Ильгизович Бареев (ur. 21 listopada 1966 w Jemanżelinsku) – rosyjski szachista, arcymistrz od 1989 roku. Aktualnie reprezentuje Kanadę.

## Kariera szachowa
Międzynarodową karierę rozpoczął w roku 1982, zdobywając w Guyaquil (Ekwador) tytuł mistrza świata juniorów do lat 16. W roku 1986 po raz pierwszy wystąpił w finale mistrzostw Związku Radzieckiego w Kijowie, w których podzielił miejsca III-VII. W kolejnych latach odniósł szereg sukcesów:
- 1987 – Vrnjačka Banja (I miejsce)
- 1989 – Trnawa (I), Moskwa (I), Aosta (I)
- 1990 – Dortmund (I), Moskwa (I), Leningrad (I-IV, mistrzostwa ZSRR)
- 1991 – Hastings (I)
- 1992 – Hastings (I)
- 1993 – Hastings (I-II, wraz z Judit Polgar)
- 1994 – Pardubice (I), Tilburg (II)
- 1995 – León (turniej szachowy) (I-II, wraz z Aleksiejem Szyrowem), Wijk aan Zee (II), Elista (II, mistrzostwa Rosji)
- 1999 – Sarajewo (II)
- 2000 – Montecatini Terme (II), Shenyang (II, Puchar Świata FIDE), był sekundantem Władimira Kramnika podczas jego meczu o mistrzostwo świata z Garrim Kasparowem w Londynie
- 2001 – Cannes (II)
- 2002 – Wijk aan Zee Corus A (I), Warszawa (I, memoriał Stanisława Gawlikowskiego), uzyskał najlepszy rezultat (wraz z Aleksandrem Morozewiczem) w drużynie narodowej w meczu Rosja – Reszta świata w Moskwie
- 2003 – Enghien-les-Bains (I)
- 2005 – Chanty-Mansijsk (V, Puchar świata FIDE; awans do meczów pretendentów w roku 2007)
- 2006 – Hawana (II, memoriał Jose Raula Capablanki)
- 2007 – występ w rozegranych w Eliście meczach pretendentów[3] (porażka w II rundzie z Peterem Leko).

Czterokrotnie wystąpił w mistrzostwach świata FIDE, rozgrywanych systemem pucharowym:
- 1997 – Groningen – awans do III rundy, w której przegrał z Michałem Krasenkowem
- 1999 – Las Vegas – awans do III rundy, w której przegrał z Władimirem Akopianem
- 2000 – New Delhi – awans do V rundy (najlepszej ósemki świata), w której przegrał z Aleksiejem Szyrowem
- 2001 – Moskwa – awans do V rundy (najlepszej ósemki świata), w której przegrał z Rusłanem Ponomariowem

Wielokrotnie reprezentował swój kraj w najważniejszych drużynowych rozgrywkach szachowych, zdobywając wiele medali:
- pięciokrotnie (w latach 1990–2006) na olimpiadach szachowych, zdobywając drużynowo 4 złote (1990, 1994, 1996, 1998) oraz indywidualnie 1 srebrny medal (1996 – na V szachownicy)
- trzykrotnie (w latach 1993–2005) w drużynowych mistrzostwach świata, zdobywając drużynowo 2 złote (1997, 2005) i 1 brązowy (1993) oraz indywidualnie 2 złote (1993 – na III szachownicy, 2005 – na V szachownicy) i 1 srebrny medal (1997 – na I szachownicy)
- czterokrotnie (w latach 1992–2005) w drużynowych mistrzostwach Europy, zdobywając drużynowo 2 złote (1992, 2003) i 1 srebrny (1997) oraz indywidualnie 1 brązowy medal (1997 – na I szachownicy)[4].

Najwyższy ranking w karierze (stan na wrzesień 2017) osiągnął 1 października 2003 r., z wynikiem 2739 zajmował wówczas czwarte miejsce (za Garrim Kasparowem, Władimirem Kramnikiem i Viswanathanem Anandem) na światowej liście FIDE.